# Буда-Радинська
Буда-Радинська — село в Україні, у Поліській селищній територіальній громаді
Вишгородського району Київської області. Населення становить 139 осіб.  

## Історія
19 липня 2020 року, в результаті адміністративно-територіальної реформи та ліквідації Поліського району, село увійшло до складу новоутвореного Вишгородського району. 
З лютого по квітень 2022 року село було окуповане російськими військами внаслідок вторгнення 2022 року. 